# Pagodemast

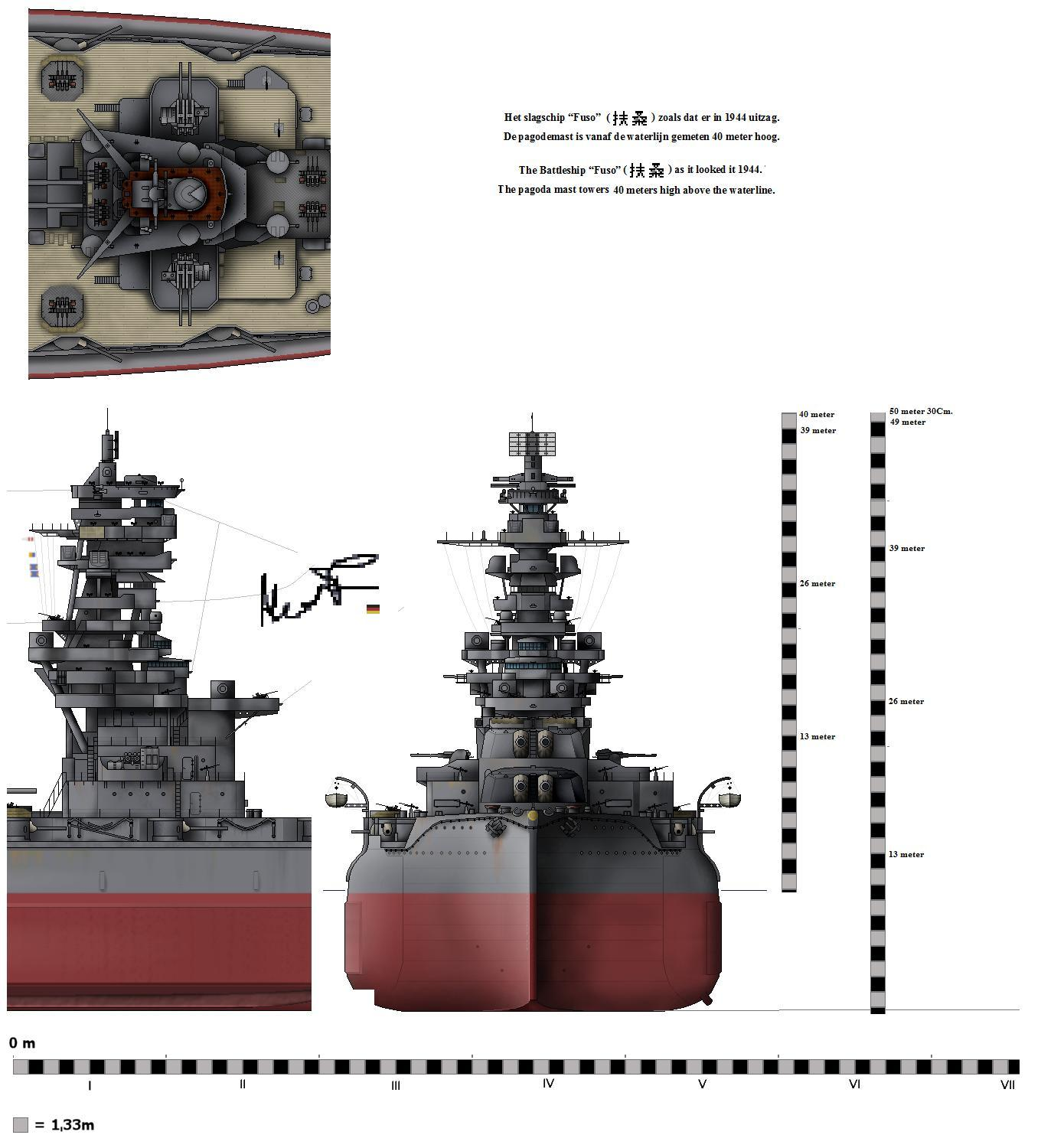
De typische pagodamast van de Fuso

Een pagodemast was een in Japan veel toegepaste constructie om de brug van een oorlogsschip te construeren. Europese en Amerikaanse marineofficieren spraken smalend van "kerstbomen" en noemden de hoog boven het dek uittorenende observatieplatformen van de Japanse slagschepen "topzwaar".
De pagodemast van het Japanse slagschip Fuso was een van de hoogste masten in de marines van het interbellum. Het hoogste punt stak 40 meter boven de waterlijn uit.

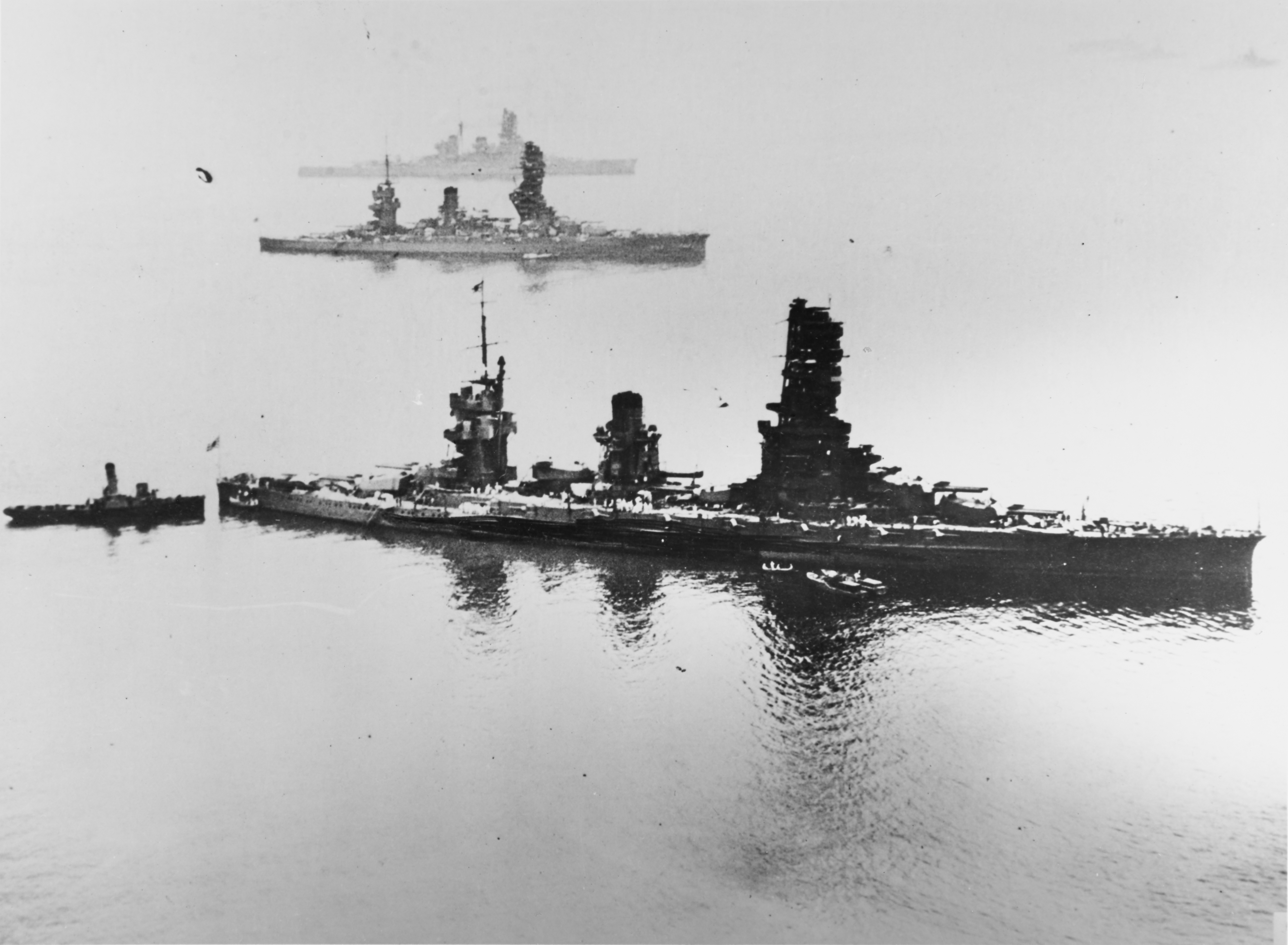
Pagodemasten op de slagschepen Yamashiro, Fuso en Haruna
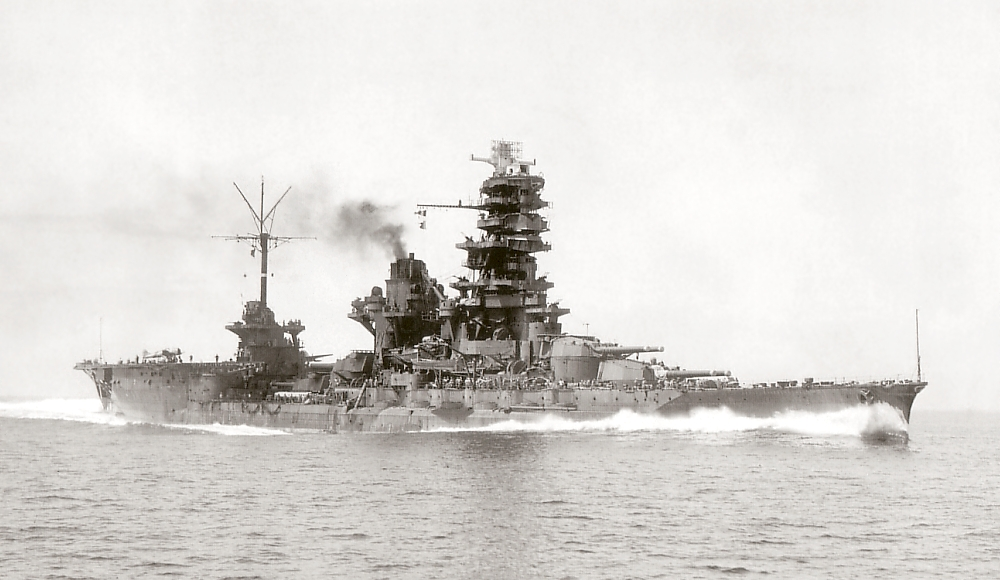
De Hyuga met een pagodemast